# Emiliano Zapata, Sonora
Emiliano Zapata är en ort i Mexiko.   Den ligger i kommunen San Luis Río Colorado och delstaten Sonora, i den nordvästra delen av landet, 2 100 km nordväst om huvudstaden Mexico City. Emiliano Zapata ligger 14 meter över havet och antalet invånare är 282.
Terrängen runt Emiliano Zapata är mycket platt. Runt Emiliano Zapata är det glesbefolkat, med 19 invånare per kvadratkilometer. Närmaste större samhälle är Guadalupe Victoria, 12,3 km väster om Emiliano Zapata. Trakten runt Emiliano Zapata består till största delen av jordbruksmark.